# 滋賀県の市町村旗一覧
滋賀県の市町村旗一覧（しがけんのしちょうそんきいちらん）は、滋賀県内の市町村に制定されている、あるいは制定されていた市町村旗の一覧である。なお、一覧の順序は全国地方公共団体コード順による。廃止された市町村旗は廃止日から順に掲載している。

## 市部
| 市         | 市旗        | 制定有無 | 制定日        | 旗の色                                                                                          | 備考                                                                  |
| ---------- | ----------- | -------- | ------------- | ----------------------------------------------------------------------------------------------- | --------------------------------------------------------------------- |
| 大津市     |             | なし     | なし          | 地色は白色であり、紋章は青色が指定されている                                                    |                                                                       |
| 彦根市     |             | なし     | なし          | 地色は緑色であり、紋章は白色が指定されている                                                    |                                                                       |
| 長浜市     | （①） （②） | あり     | 2006年2月13日 | ①:地色は白色であり、紋章は指定色が指定されている ②:地色は緑色であり、紋章は白色が指定されている | 2代目の市旗である                                                     |
| 近江八幡市 |             | あり     | 2010年3月21日 | 地色は明るい藍色であり、紋章は白色が指定されている                                              | 旧・近江八幡市制時の1954年7月25日に制定され、新市制施行後に継承される |
| 草津市     |             | なし     | なし          | 地色は紫色であり、紋章は白色が指定されている                                                    |                                                                       |
| 守山市     |             | なし     | なし          | 地色は青色であり、紋章は白色が指定されている                                                    |                                                                       |
| 栗東市     |             | なし     | なし          | 地色は紺色であり、紋章は白色が指定されている                                                    |                                                                       |
| 甲賀市     |             | なし     | なし          | 地色は白色であり、紋章は指定色が指定されている                                                  |                                                                       |
| 野洲市     |             | なし     | なし          | 地色は白色であり、紋章は指定色が指定されている                                                  |                                                                       |
| 湖南市     |             | あり     | 2004年10月1日 | 地色は白色であり、紋章は指定色が指定されている                                                  |                                                                       |
| 高島市     |             | あり     | 2005年1月1日  | 地色は白色であり、紋章は青色が指定されている                                                    |                                                                       |
| 東近江市   |             | なし     | なし          | 地色は白色であり、紋章は指定色が指定されている                                                  |                                                                       |
| 米原市     |             | なし     | なし          | 地色は白色であり、紋章は指定色が指定されている                                                  |                                                                       |

## 町村部
| 郡     | 町村   | 町村旗 | 制定有無 | 制定日 | 旗の色                                                     | 備考 |
| ------ | ------ | ------ | -------- | ------ | ---------------------------------------------------------- | ---- |
| 蒲生郡 | 日野町 |        | なし     | なし   | 地色は濃緑色であり、紋章は白色が指定されている             |      |
| 蒲生郡 | 竜王町 |        | なし     | なし   | 地色は濃緑色であり、紋章は白色が指定されている             |      |
| 愛知郡 | 愛荘町 |        | なし     | なし   | 地色は白色であり、紋章は指定色が指定されている             |      |
| 犬上郡 | 豊郷町 |        | なし     | なし   | 地色はセルリアンブルー色であり、紋章は白色が指定されている |      |
| 犬上郡 | 甲良町 |        | なし     | なし   | 地色はセルリアンブルー色であり、紋章は白色が指定されている |      |
| 犬上郡 | 多賀町 |        | なし     | なし   | 地色は臙脂色であり、紋章は白色が指定されている             |      |

## 廃止された市町村旗
| 市郡     | 町村     | 町村旗 | 制定有無 | 制定日        | 廃止日        | 旗の色                                                           | 備考             |
| -------- | -------- | ------ | -------- | ------------- | ------------- | ---------------------------------------------------------------- | ---------------- |
| 滋賀郡   | 堅田町   |        | なし     | なし          | 1967年4月1日  | -                                                                |                  |
| 栗太郡   | 瀬田町   |        | なし     | なし          | 1967年4月1日  | -                                                                |                  |
| 野洲郡   | 野洲町   |        | あり     | 1968年11月1日 | 2004年10月1日 | 地色をブルーコンポーズ（水色）であり、紋章は白色が指定されている |                  |
| 野洲郡   | 中主町   |        | なし     | なし          | 2004年10月1日 | -                                                                |                  |
| 甲賀郡   | 石部町   |        | なし     | なし          | 2004年10月1日 | 地色は濃紫色であり、紋章は白色が指定されている                   |                  |
| 甲賀郡   | 甲西町   |        | あり     | 1986年4月1日  | 2004年10月1日 | 地色は青色であり、紋章は白色が指定されている                     |                  |
| 甲賀郡   | 水口町   |        | なし     | なし          | 2004年10月1日 | 地色は紺色であり、紋章は白色が指定されている                     |                  |
| 甲賀郡   | 土山町   |        | なし     | なし          | 2004年10月1日 | -                                                                |                  |
| 甲賀郡   | 甲賀町   |        | なし     | なし          | 2004年10月1日 | -                                                                |                  |
| 甲賀郡   | 甲南町   |        | なし     | なし          | 2004年10月1日 | -                                                                |                  |
| 甲賀郡   | 信楽町   |        | なし     | なし          | 2004年10月1日 | 色はセルリアンブルー色であり、紋章は白色が指定されている         |                  |
| 高島郡   | 安曇川町 |        | なし     | なし          | 2005年1月1日  | -                                                                |                  |
| 高島郡   | 今津町   |        | なし     | なし          | 2005年1月1日  | 色は緑色であり、紋章は白色が指定されている                       |                  |
| 高島郡   | 新旭町   |        | なし     | なし          | 2005年1月1日  | 色は臙脂色であり、紋章は白色が指定されている                     |                  |
| 高島郡   | 高島町   |        | なし     | なし          | 2005年1月1日  | -                                                                |                  |
| 高島郡   | マキノ町 |        | あり     | 1968年10月1日 | 2005年1月1日  | 地色は青色であり、紋章は白色が指定されている                     |                  |
| 高島郡   | 朽木村   |        | なし     | なし          | 2005年1月1日  | -                                                                |                  |
| 八日市市 |          |        | なし     | なし          | 2005年2月11日 | 地色は青色であり、紋章は白色が指定されている                     |                  |
| 神崎郡   | 永源寺町 |        | なし     | なし          | 2005年2月11日 | 地色は水色であり、紋章は白色が指定されている                     |                  |
| 神崎郡   | 五個荘町 |        | なし     | なし          | 2005年2月11日 | 地色は緑色であり、紋章は白色が指定されている                     |                  |
| 愛知郡   | 愛東町   |        | なし     | なし          | 2005年2月11日 | 地色は白色であり、紋章は緑色が指定されている                     |                  |
| 愛知郡   | 湖東町   |        | なし     | なし          | 2005年2月11日 | 地色は白色であり、紋章は紫色が指定されている                     |                  |
| 坂田郡   | 米原町   |        | なし     | なし          | 2005年4月1日  | -                                                                |                  |
| 坂田郡   | 山東町   |        | あり     | 1970年4月1日  | 2005年4月1日  | 地色は緑色であり、紋章は白色が指定されている                     |                  |
| 坂田郡   | 伊吹町   |        | なし     | なし          | 2005年4月1日  | 地色は緑色であり、紋章は緑色が指定されている                     |                  |
| 坂田郡   | 近江町   |        | なし     | なし          | 2005年10月1日 | 地色は水色であり、紋章は緑色が指定されている                     |                  |
| 愛知郡   | 能登川町 |        | なし     | なし          | 2006年1月1日  | 地色は青色であり、紋章は白色が指定されている                     |                  |
| 蒲生郡   | 蒲生町   |        | なし     | なし          | 2006年1月1日  | 地色は緑色であり、紋章は白色が指定されている                     |                  |
| 愛知郡   | 秦荘町   |        | なし     | なし          | 2006年2月11日 | 地色は紺色であり、紋章は白色が指定されている                     |                  |
| 愛知郡   | 愛知川町 |        | なし     | なし          | 2006年2月11日 | 地色は臙脂色であり、紋章は白色が指定されている                   |                  |
| 長浜市   |          |        | あり     | 1979年6月30日 | 2006年2月13日 | 地色はライトグリーン色であり、紋章は白色が指定されている         | 初代の市旗である |
| 東浅井郡 | 浅井町   |        | あり     | 1985年4月1日  | 2006年2月13日 | 地色は水色であり、紋章は白色が指定されている                     |                  |
| 東浅井郡 | びわ町   |        | 未制定   | 未制定        | 2006年2月13日 | 地色は緑色であり、紋章は白色が指定されている                     |                  |
| 滋賀郡   | 志賀町   |        | なし     | なし          | 2006年3月20日 | -                                                                |                  |
| 東浅井郡 | 湖北町   |        | なし     | なし          | 2010年1月1日  | 地色は紺色であり、紋章は白色が指定されている                     |                  |
| 東浅井郡 | 虎姫町   |        | なし     | なし          | 2010年1月1日  | 地色は緑色であり、紋章は白色が指定されている                     |                  |
| 伊香郡   | 西浅井町 |        | なし     | なし          | 2010年1月1日  | 地色はエメラルドグリーン色であり、紋章は白色が指定されている     |                  |
| 伊香郡   | 余呉町   |        | なし     | なし          | 2010年1月1日  | 地色は水色であり、紋章は白色が指定されている                     |                  |
| 伊香郡   | 木之本町 |        | なし     | なし          | 2010年1月1日  | -                                                                |                  |
| 伊香郡   | 高月町   |        | なし     | なし          | 2010年1月1日  | -                                                                |                  |
| 蒲生郡   | 安土町   |        | なし     | なし          | 2010年3月21日 | 地色は深緑色であり、紋章は白色が指定されている~                  |                  |

### 書籍
- 中川幸也『シリーズ人間とシンボル第2号「都市の旗と紋章」』中川ケミカル、1987年10月11日。
- NHK情報ネットワーク『NHKふるさとデータブック6 [近畿]』日本放送協会、1992年5月1日。

### 自治体書籍
- 甲西町役場『甲西町例規集』滋賀県甲賀郡甲西町。
- マキノ町役場『マキノ町例規集』滋賀県高島郡マキノ町。
- 山東町役場『山東町例規集』滋賀県坂田郡山東町。
- 長浜市役所『旧・長浜市例規集』滋賀県長浜市。
- 浅井町役場『浅井町例規集』滋賀県東浅井郡浅井町。